# Enhydrus
Enhydrus là một chi bọ cánh cứng trong họ Gyrinidae.
Chi này được Laporte de Castelnau miêu tả khoa học năm 1834.

## Các loài
Chi này gồm các loài:
- Enhydrus assimilis Clark, 1863
- Enhydrus atratus Régimbart, 1877
- Enhydrus grayii White, 1847
- Enhydrus latior Clark, 1863
- Enhydrus mirandus Ochs, 1955
- Enhydrus sulcatus (Dejean, 1821)
- Enhydrus tibialis Régimbart, 1877